# Перепись населения США (1830)
Перепись населения США 1830 года была пятой по счету переписью населения, проводимой на территории США. Она была проведена 1 июня 1830 года. Численность населения 24-х штатов по итогам переписи была определена в 12 866 020 человек, из которых 2 009 043 были рабами.

## Список вопросов
В бланке переписи 1830 года присутствовали следующие вопросы:
- Имя главы семейства
- Адрес
- Общее число свободных белых мужчин и женщин:
  - в пятилетних интервалах до 20 лет
  - в десятилетних интервалах от 20 до 100 лет
  - в возрасте от 100 лет и старше
- Общее число рабов и свободных черных персон в шестилетних интервалах
- Общее число глухих и немых:
  - младше 14 лет
  - в возрасте от 14 до 24 лет
  - старше 25 лет
- Общее число слепых
- Общее число не натурализованных иностранцев

## Результаты переписи
|    | Город           | Штат           | Население |
| -- | --------------- | -------------- | --------- |
| 1  | Нью-Йорк        | Нью-Йорк       | 242 278   |
| 2  | Балтимор        | Мэриленд       | 80 620    |
| 3  | Филадельфия     | Пенсильвания   | 80 462    |
| 4  | Бостон          | Массачусетс    | 61 392    |
| 5  | Новый Орлеан    | Луизиана       | 46 082    |
| 6  | Чарльстон       | Южная Каролина | 30 289    |
| 7  | Нортен-Либертиз | Пенсильвания   | 28 872    |
| 8  | Цинциннати      | Огайо          | 24 831    |
| 9  | Олбани          | Нью-Йорк       | 24 209    |
| 10 | Саутворк        | Пенсильвания   | 20 581    |

## Доступность информации
Информация по каждому гражданину, участвовавшему в переписи 1830 года, не сохранилась, но общие сведения по небольшим территориям, включая картографические материалы, могут быть скачаны из Национальной историко-географической информационной системы.